# Gare de La Gorp
Gare de La Gorp vasútállomás Franciaországban, Ambarès-et-Lagrave településen.

## Vasútvonalak
Az állomást az alábbi vasútvonalak érintik:
- Párizs–Bordeaux-vasútvonal

## Kapcsolódó állomások
A vasútállomáshoz az alábbi állomások vannak a legközelebb:
- Gare de Bassens (Gare de Bordeaux-Saint-Jean)
- Gare de Saint-Loubès (Paris Gare d’Austerlitz)
- Gare de Bassens (Gare d’Arcachon, F41)
- Gare de Saint-Loubès (Gare de Libourne, F41)